# قلتة أفيلال
قلتة أفيلال (بالإنجليزية: Gueltates Afilal)‏، من أشهر وأبرز المسطحات المائية والمناطق الرطبة في الجزائر وفي ولاية تمنراست إذ تعد فضاءا إيكولوجيا وسياحيا يستقطب العديد من الزواروالسياح يتربع الموقع على مساحة 20900 هآ وصنف ضمن اتفاقية رامسار للمحافظة على المناطق الرطبة في 6 أبريل 2003.

## التسمية
تضم التسمية المتمثلة في قلتة أفيلال كلمتين وهما:
- قلتة وأصلها عربي مأخوذة من القلت ومعناها الحفرة في الجبل.[4]
- أفيلال فهي كلمة بربرية معناها الجرة أي الآنية المصنوعة عادة من الفخار.

## وصف

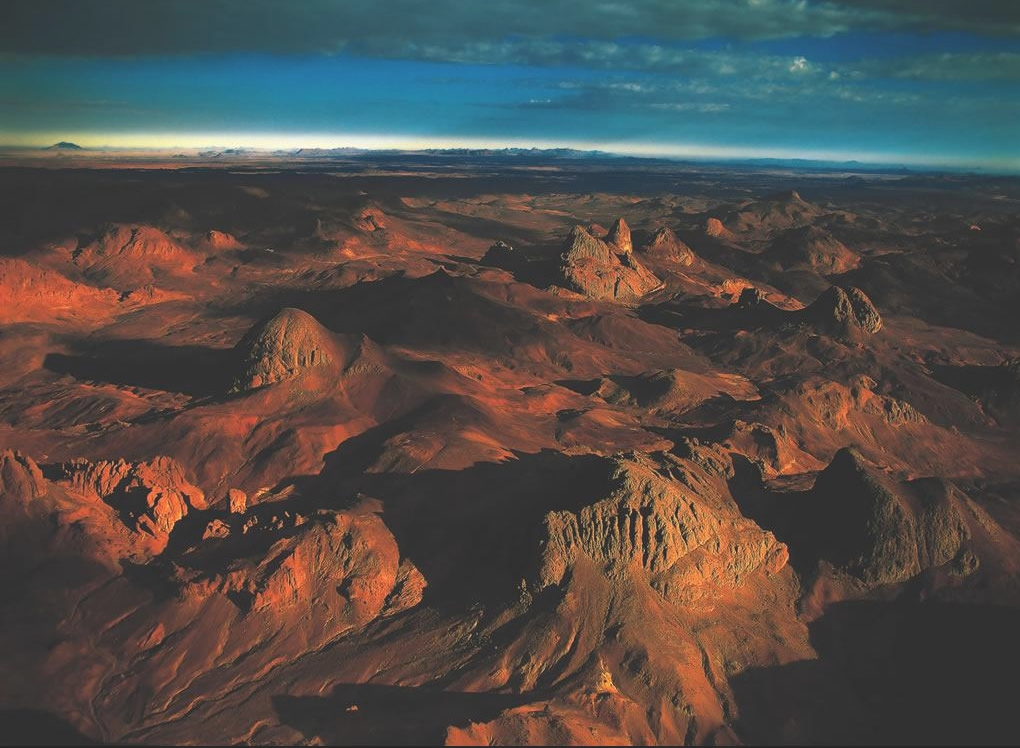
جبال الهقار

تشمل القلتة، الفريدة من نوعها في هذه المنطقة ، تراسات صغيرة وبرك وشلالات حيث تتدفق المياه باستمرار في بيئة صحراوية بالكامل. الغطاء النباتي غني ، على غرار تلك الموجودة في قلتة إيسقراسن (موقع رامسار رقم 1058) ، والحيوانات المتنوعة ، تشمل أنواعًا من الأسماك مثل البربل الصحراوي.
يحتوي الموقع على مجموعة متنوعة من أنواع النباتات المعمرة ، ومعظمها مستوطن ، مثل:
- Olea laperrinei
- Rhus tripartita
- Rumex simpliciflorus

تعد قلتة أفيلال أهم المجاري المائية في الهقار (التي تبلغ ذروتها على ارتفاع 3000 متر تقريبًا فوق مستوى سطح البحر) ، ومع Issakarassene ، تعد من أشهر الجيلاتين لكونها محطة توقف على المسار السياحي المؤدي إلى جبل إيسكرام.
كما يستخدم الطوارق الرحل في تمنراست الجيلات لتخزين المياه للأغراض المنزلية ولري قطعانهم

## سياحة
يزور المنطقة أكثر من 20000 سائح محلي ودولي يزورون الموقع كل عام يمكن أن يصبحوا تهديدًا إذا لم يتم تنظيمهم.